# Nationalmuseum für Geschichte und Kunst (Luxemburg)
Das Nationalmuseum für Archäologie, Geschichte und Kunst (luxemburgisch Nationalmusée fir Geschicht a Konscht, französisch Musée national d’histoire et d’art), abgekürzt als MNAHA betitelt, ist ein Museum in Luxembourg (Stadt).

## Ausrichtung
Es präsentiert Kunstwerke and Artefakten aus allen Epochen der Luxemburger Geschichte.

## Gründungsgeschichte

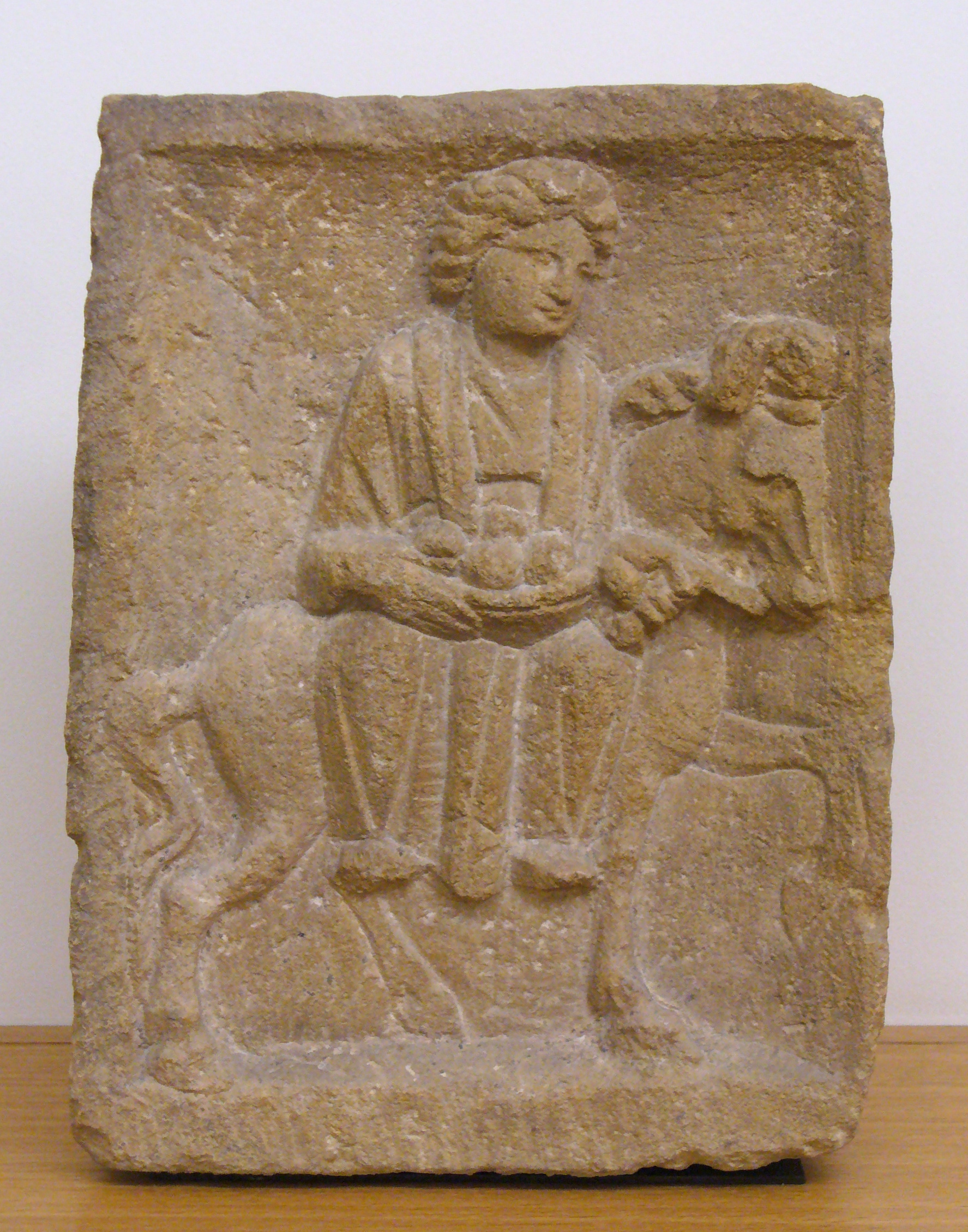
Ein römischer Stein aus Dalheim im Museum

Der erste Vorschlag für ein Museum dieser Art stammt aus der Zeit der französischen Besetzung während der Zeit der Koalitionskriege, in der das Großherzogtum Luxembourg von der französischen Republik Bonapartes als Wälder-Département annektiert wurde. Das angedachte Museum öffnete jedoch nie, trotz bereits erfolgter Enteignung verschiedener Artefakten aus der Kirche.
Mit Bestätigung der Luxemburger Unabhängigkeit im 1839 geschlossenen Vertrag von London entwickelte sich auch ein Interesse an der Geschichte des eigenen Landes ein.
Im Jahre 1845 gründeten Historiker und Archäologen dann die Gesellschaft für Studien und Bewahrung historischer Monumente im Großherzogtum Luxemburg (französisch Société pour la recherche et la conservation des monuments historiques dans le Grand-Duché de Luxembourg), heute bekannt als Sociètè archèologique, welche später die Verantwortung für die Sammlung historischer Antiquitäten aus dem Athenaeum der Stadt Luxemburg übernahm und zugleich als Gründungsdatum des MNHA angesehen wird.
Im Jahr 1868 erhielt die Idee neuen Auftrieb durch die Gründung und Förderung durch das königlich-großherzoglichen Instituts (französisch: Institut Royal Grand-Ducal), zu dessen Aufgaben auch die Erhaltung archäologischer Sammlungen gehört.
Mit Beginn des 2. Weltkrieges in 1939 musste das Museum seine Sammlung gesichert unterbringen. Als die Deutschen Truppen das Großherzogtum Luxemburg am 10. Mai 1940 besetzte, wurde das Museum als temporärer Unterschlupf für das Rote Kreuz und die Wehrmacht während etlicher Monate zweckentfremdet. Ende 1940 wurde das Museum unter Nazi-Kontrolle gebracht. Die Nazis planten, die Museumskollektion zu missbrauchen, um ihre Vorstellungen des „Deutschtums“ der Luxemburger darzustellen. Während der Besetzung durch die Nazis von 1940 bis 1945, erwarb das Museum 3.500 Gegenstände, größtenteils folkloristischer Art. Nach Ende des Zweiten Weltkrieges, Anfang 1946, öffnete das Museum wieder; die Sammlung wurde in die Räumlichkeiten zurückgebracht.
1988 wurde das bisherige Museum in das „National Museum of History and Art MNHA“ und das „National Museum of Natural History MNHN“ aufgeteilt, letzteres zog 1996 in ein zum Gebäudekomplex Abteil Neumünster gehörendes Gebäude im Stadtteil Grund um.

## Gebäude
1997 hat der „Fonds de la rénovation de la vieille ville“ einen Architekturwettbewerb ausgeschrieben, um die Ausstellungsfläche des Museums zu modernisieren und zu vergrößern.
Der Gewinner des Wettbewerbs, das Luxemburger Architekturbüro Christian Bauer et Associés, konnte sein Projekt 2002 abschließen und es so ermöglichen, die Ausstellungsfläche zu verdoppeln, ohne angrenzenden Immobilien hinzukaufen zu müssen: das Architekturkonzept hat den Felsen unter dem bestehenden Gebäude aushöhlen lassen und so fünf neue unterirdische Stockwerke ermöglicht.
Die alte Seitenfassade des Hauptgebäudes wurde mit einer neuen, streng rechteckig gehaltenen Fassade versehen, die außer im Eingangsbereich keine Fenster enthält und so einen sehr modernen Akzent setzt.
Am 22. Juni 2002 (oberirdische Stockwerke) und ein wenig später – am 29. November 2002 – wurden dann die unterirdischen Stockwerke offiziell eingeweiht.
Doch auch nach der großen Erweiterung 2002 konnte aus Platzgründen die Sektion Kunsthandwerk und Volkskunst nicht im Hauptgebäude untergebracht werden. Deswegen wurden nachträglich einige gegenüber dem Museum gelegene alte Adels- und Bürgerhäuserhäuser, zur Rue Wiltheim gehörend, erworben.
Diese drei Gebäude wurden ebenfalls durch den „Fonds de la rénovation de la vieille ville“ und das MNHA in den Jahren 2012 bis 2014 komplett saniert und werden heute als Wiltheim-Flügel bezeichnet.
Der Wiltheim-Flügel – verbunden mit dem Hauptgebäude über eine gläserne Fußgängerbrücke auf zwei Ebenen – bietet seitdem ca. 1.500 m2 zusätzliche Ausstellungsfläche sowie zwei Ateliers für die pädagogische Abteilung des Museums.

## Leitung des Museums
- 1939–1964: Joseph Meyers
- 1964–1969: Marcel Heuertz
- 1969–1990: Gérard Thill
- 1990–2005: Paul Reiles
- 2006–2024: Michel Polfer[6]
- seit Januar 2025: Tania Brugnoni[7]

## Bildergalerie

### Sektion Archäologie (unterirdische Stockwerke)

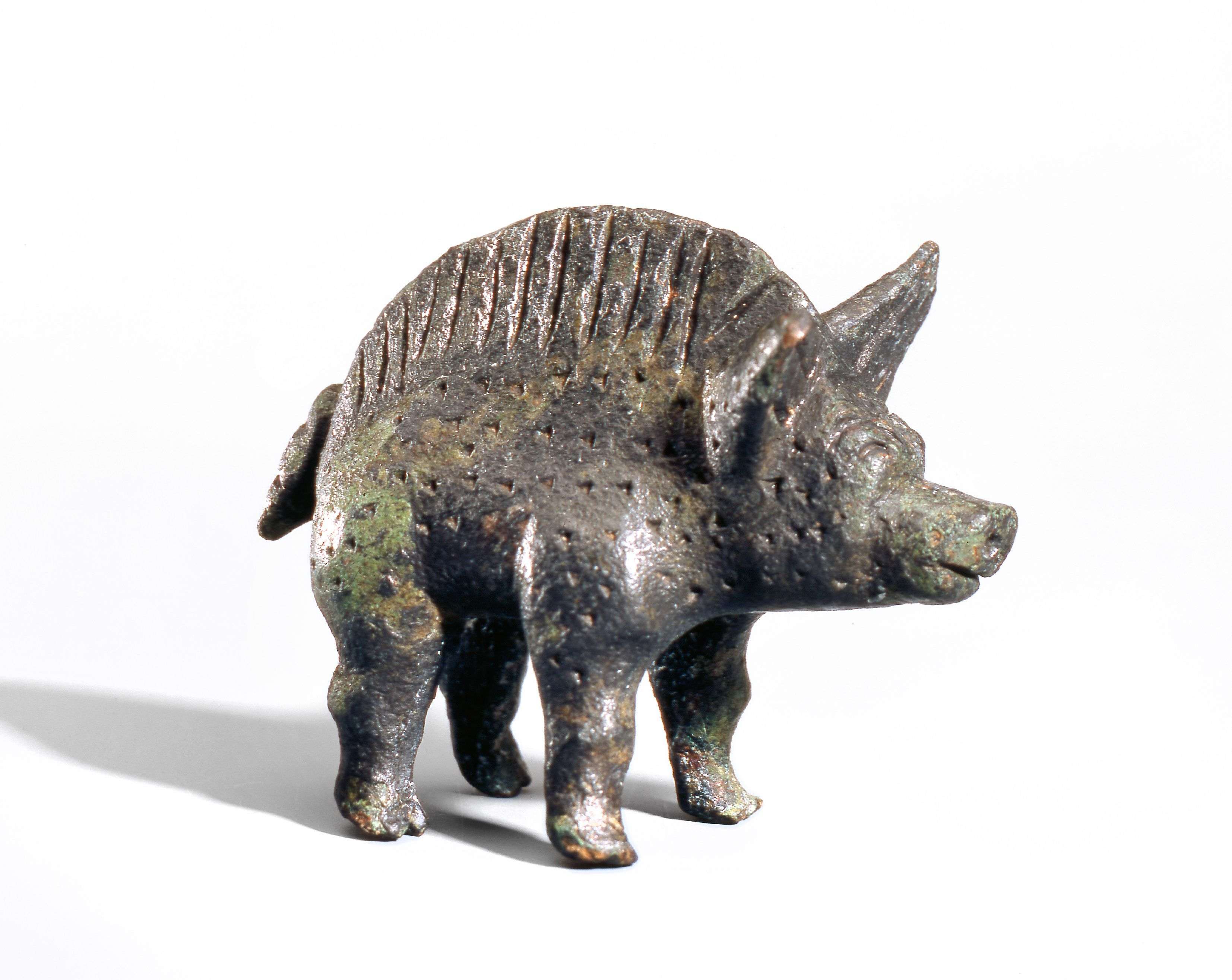
Schweinchenfigur; Fundort Titelberg (1. Jh. v. Chr. – 1. Jh. n. Chr.)
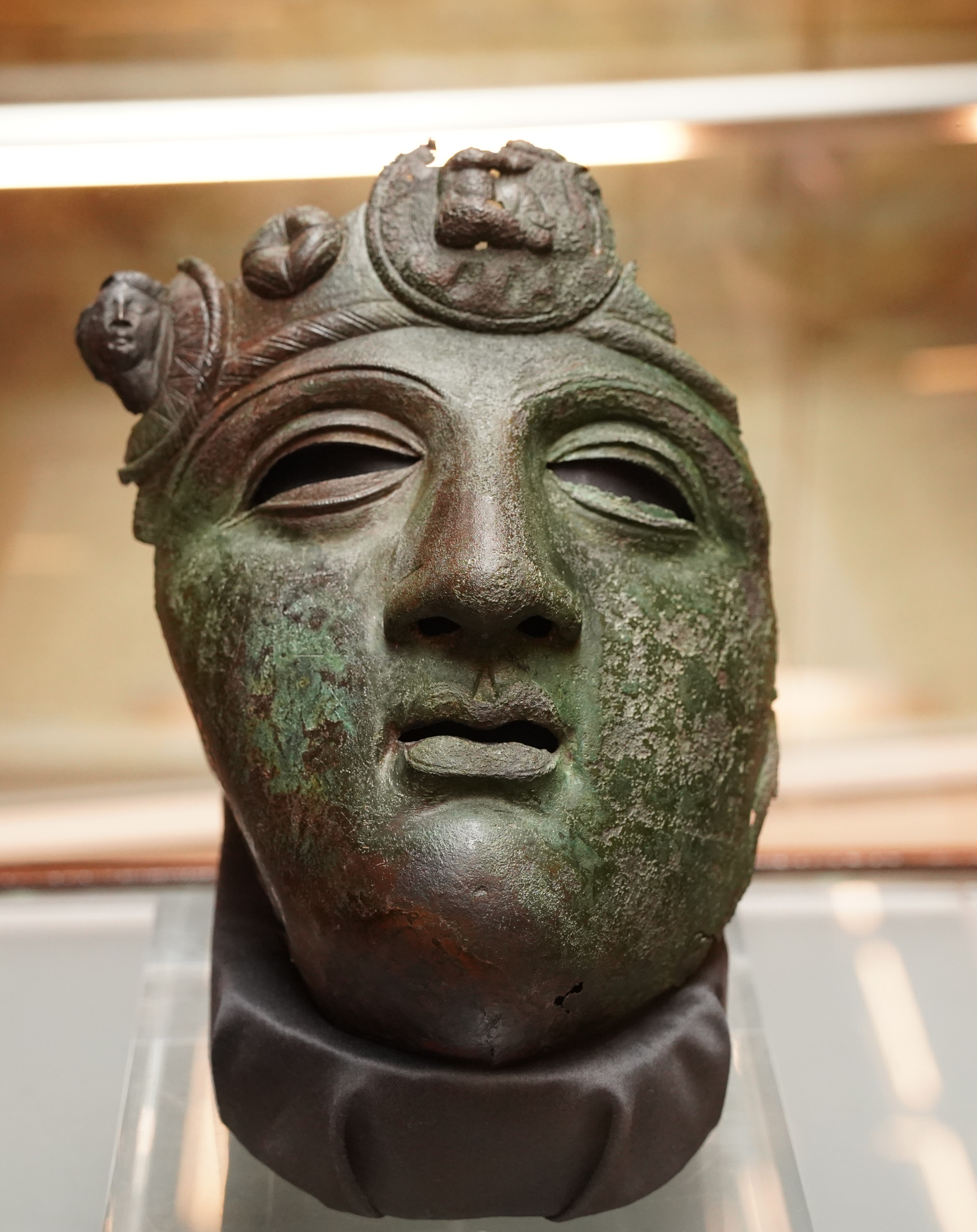
Römischer Helm, in Hellingen gefunden.
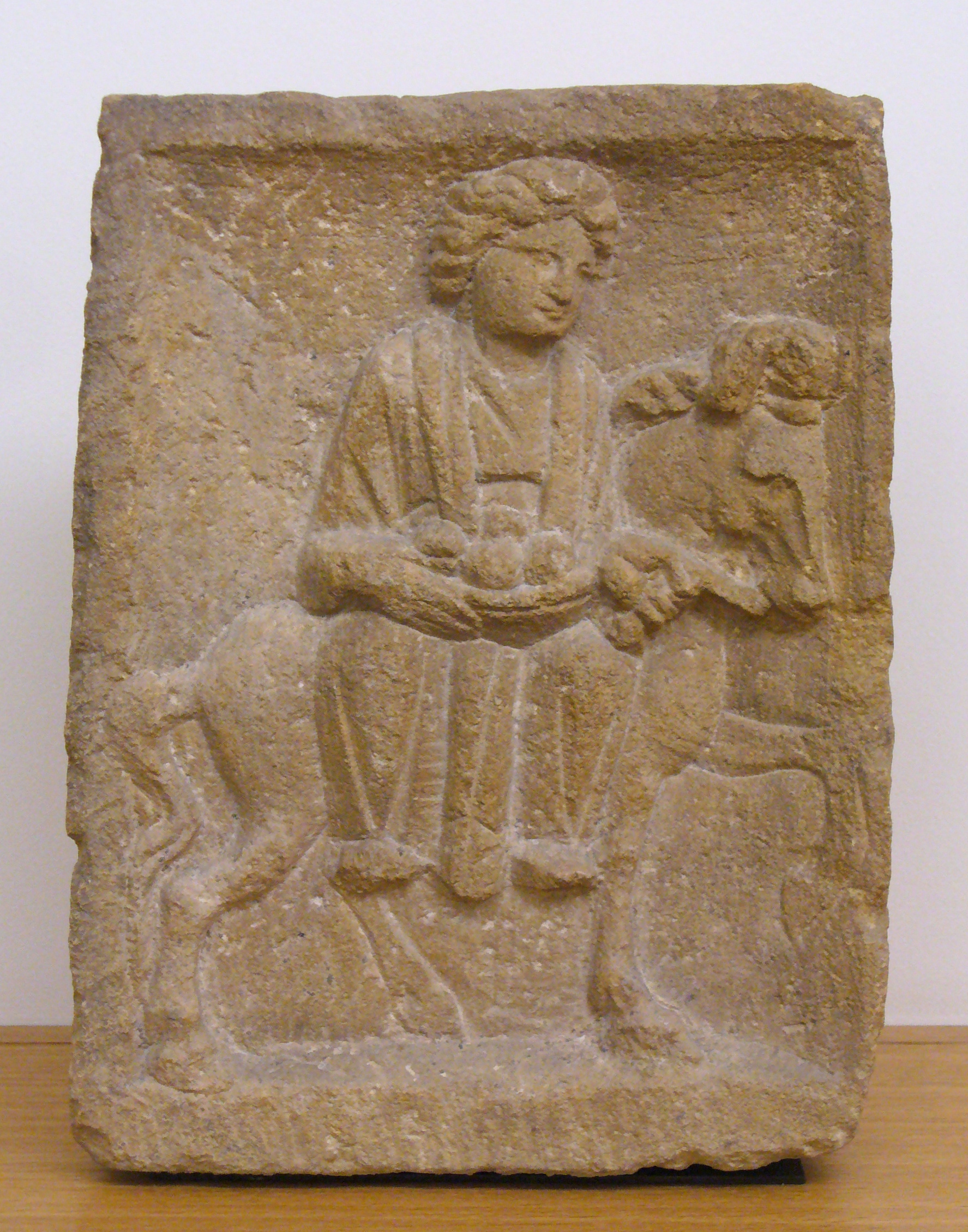
Relief der Epona
Musen-Mosaikboden, Fundort Vichten

### Kunsthandwerk und Volkskunst

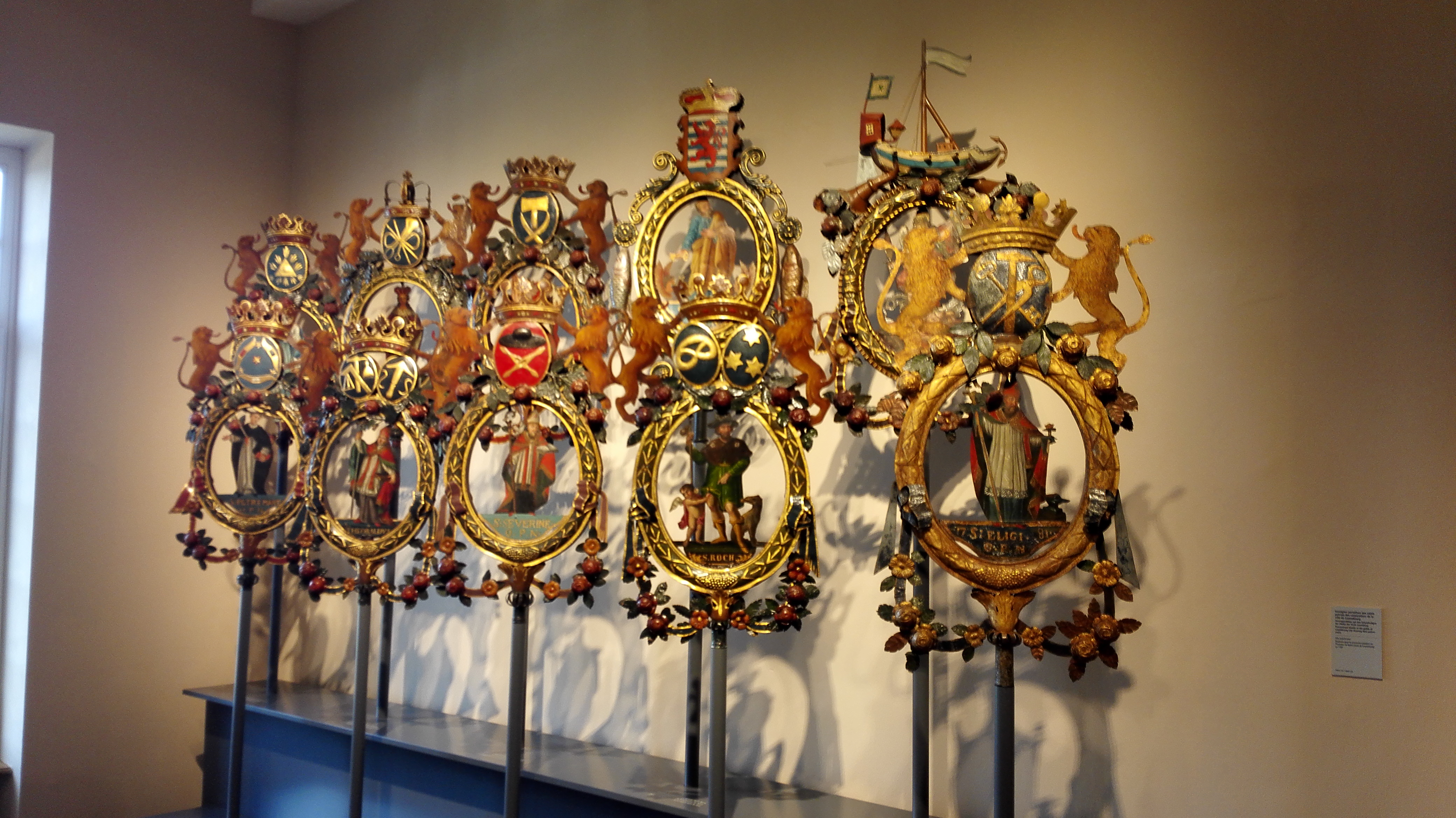
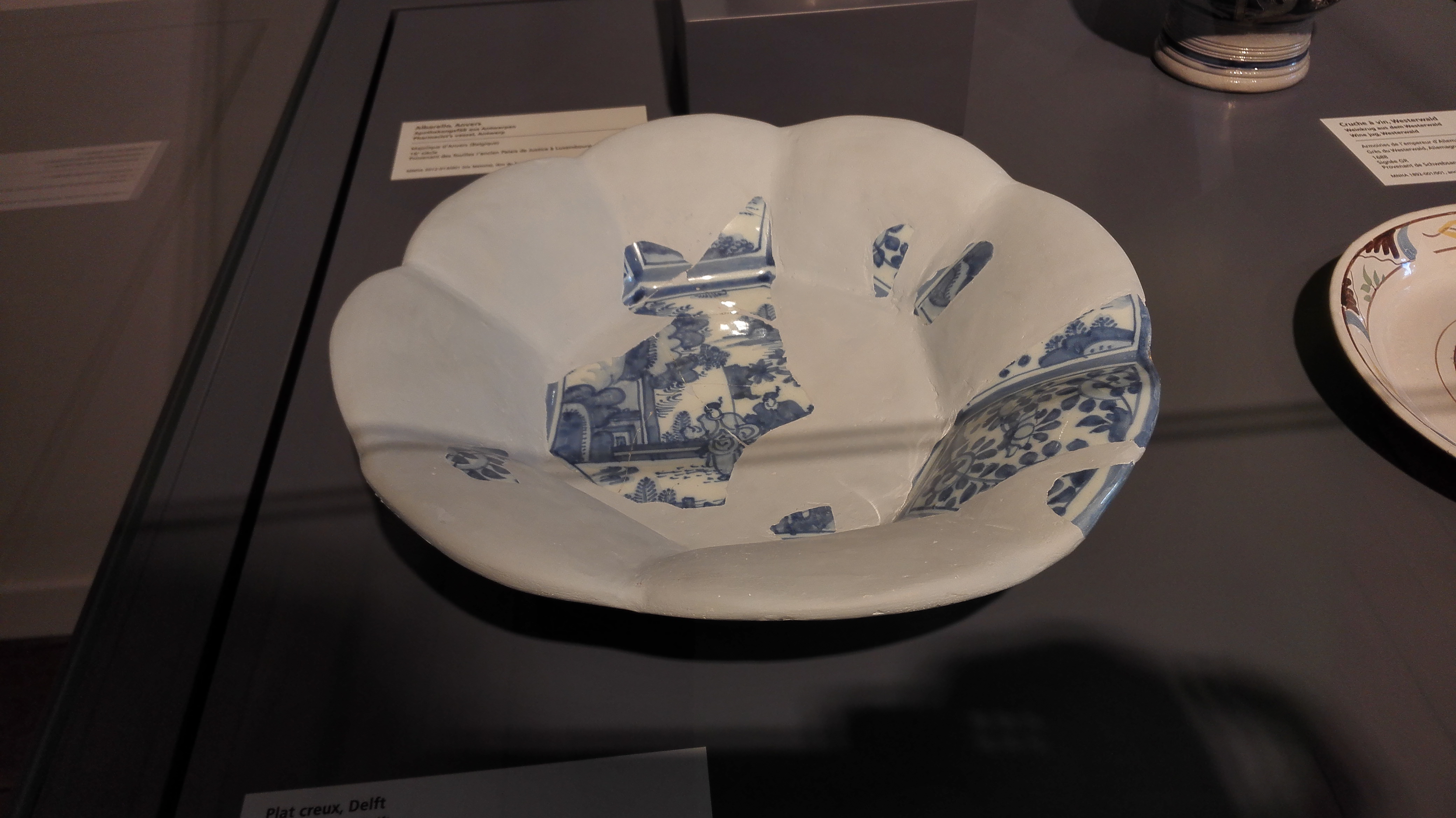

### Münzsammlung

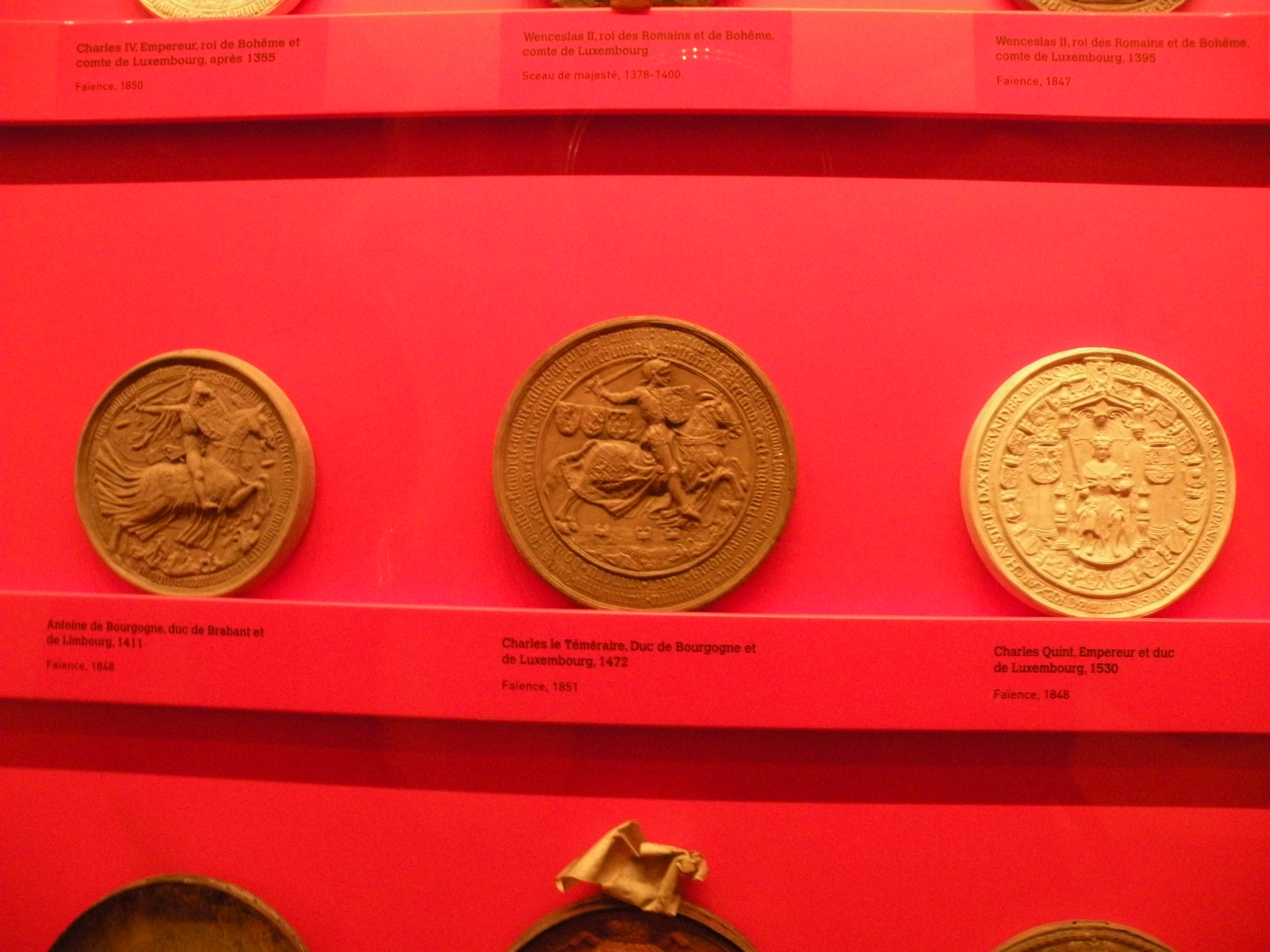
Teil der Münzsammlung
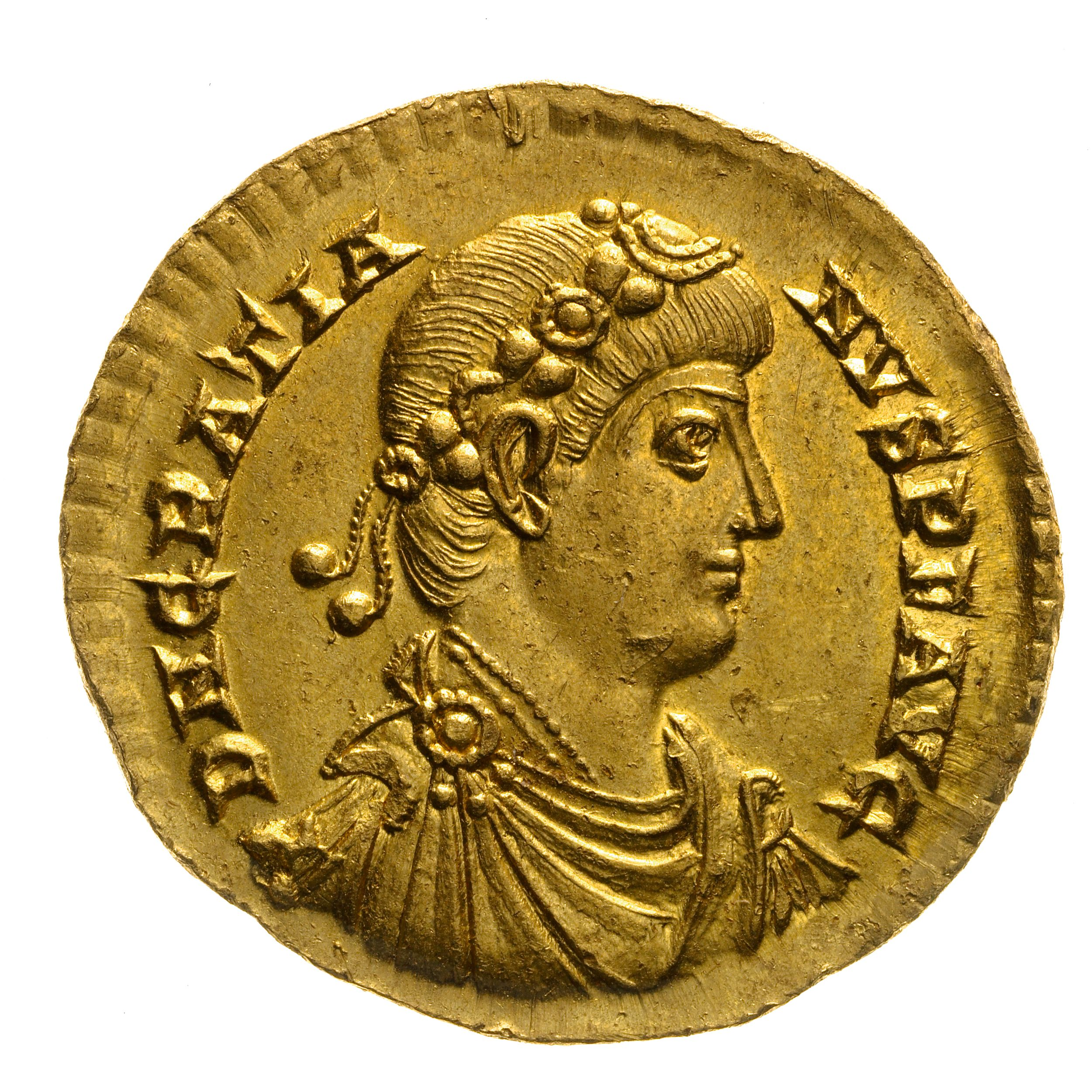
Goldmedaille mit dem röm. Kaiser Gratian, Fundort Wormeldingen-Machtum

### Sektion schöne Künste (oberirdische Stockwerke)

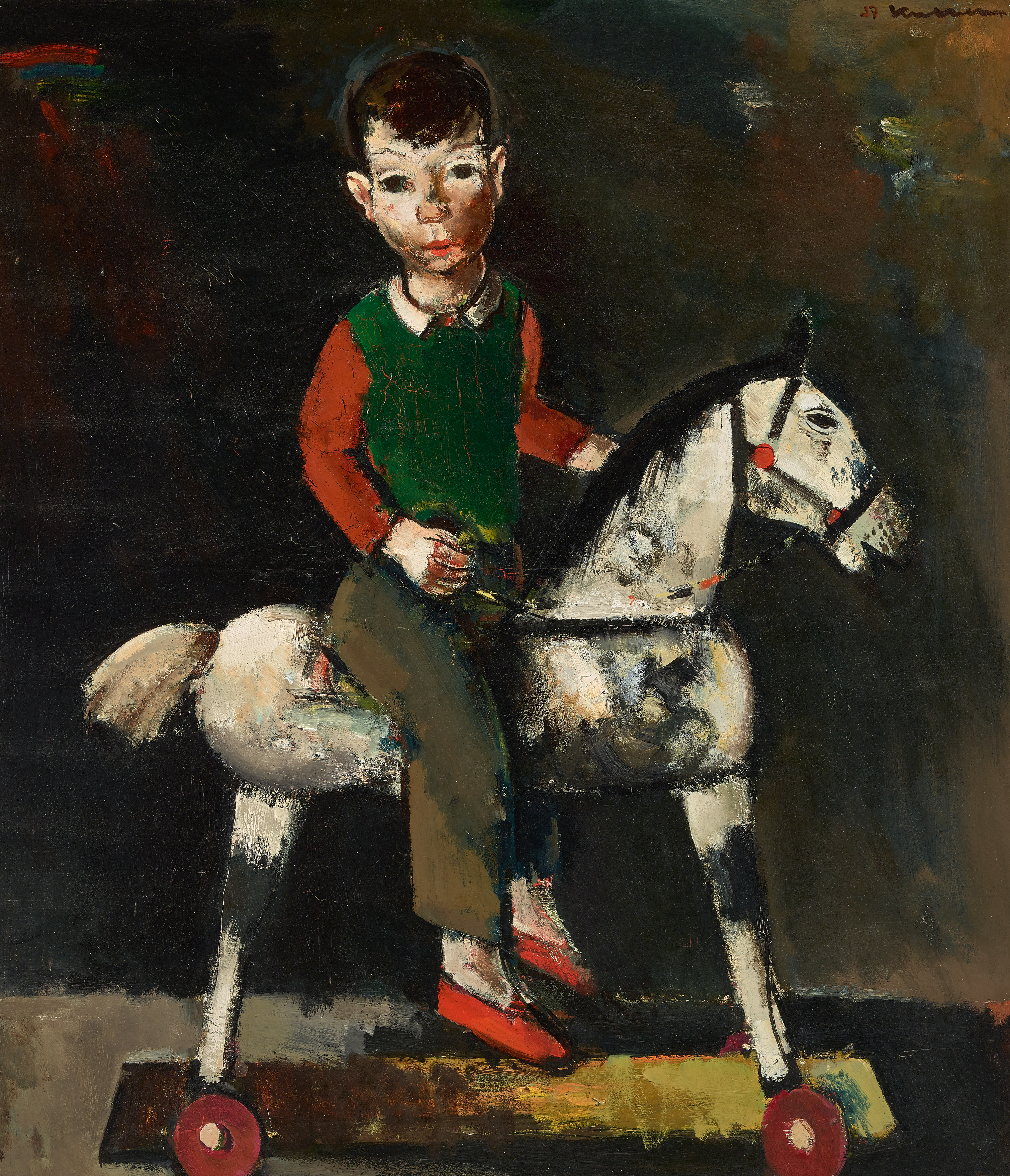
Joseph Kutter: Hëlze Päerd
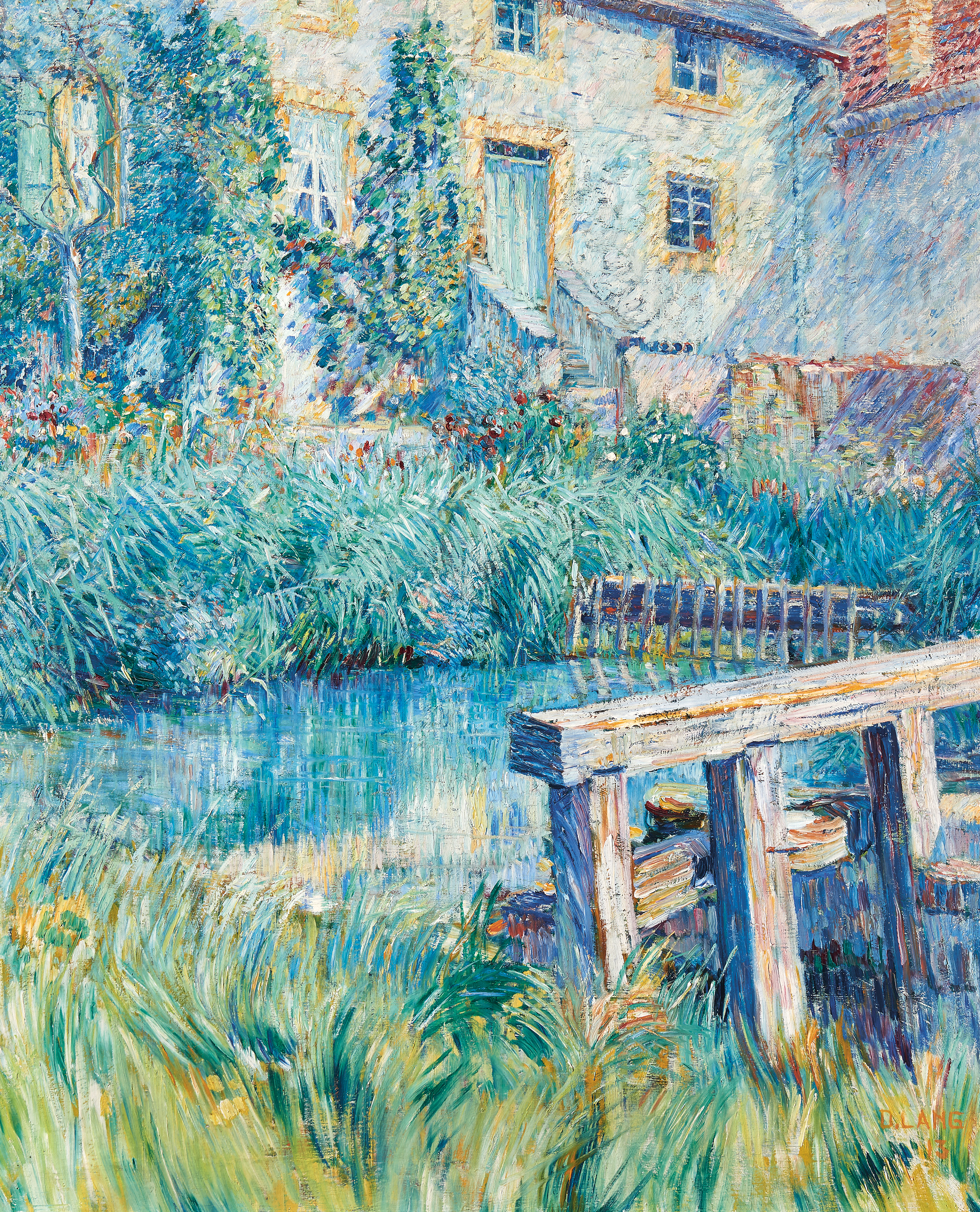
Dominique Lang: Le barrage
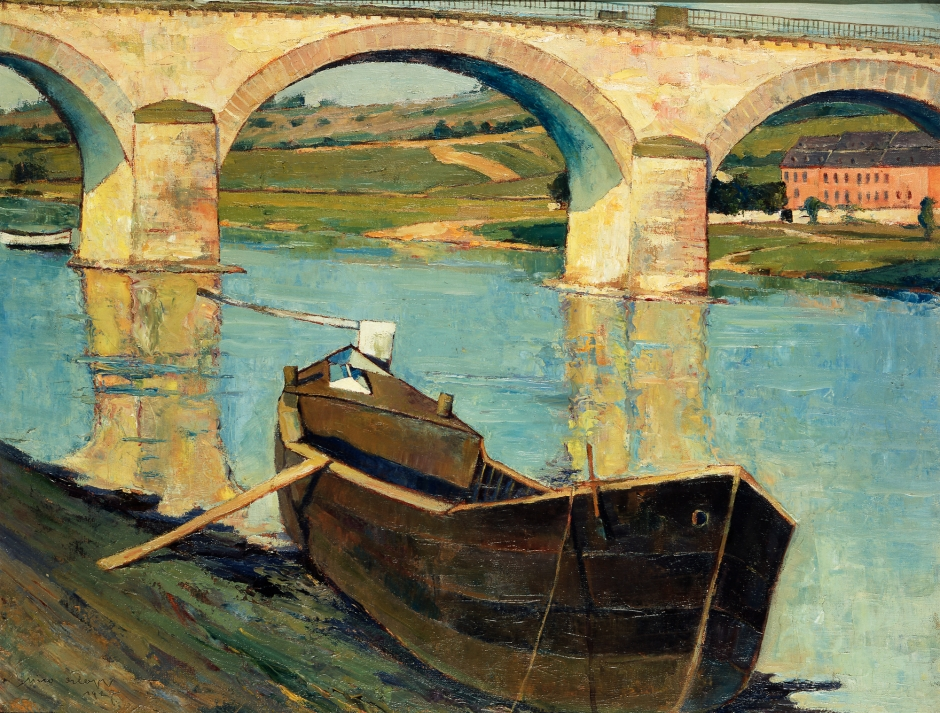
Nico Klopp: Bréck zu Réimech
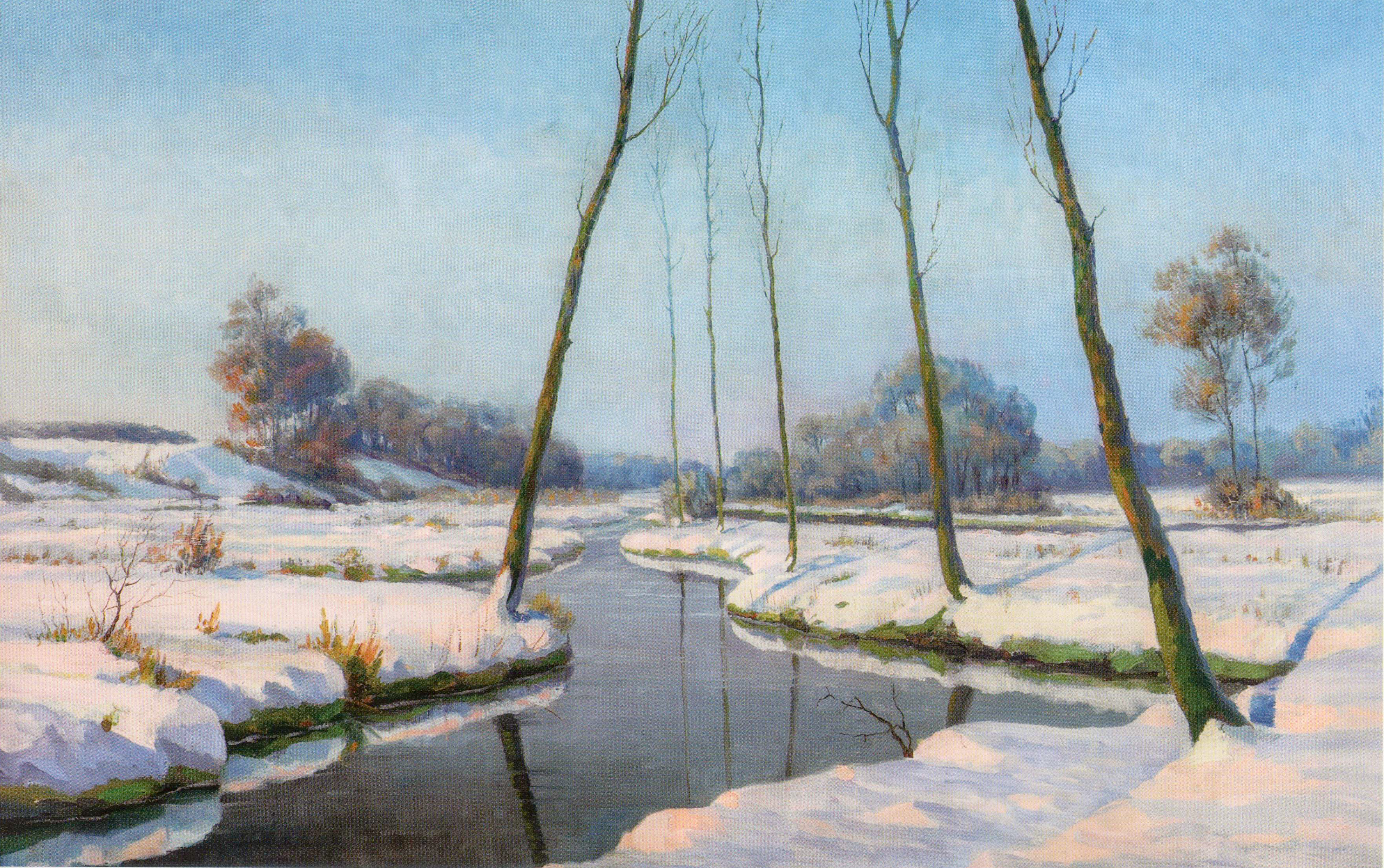
Eugène Mousset: Schnéilandschaft